# Raoultibacter timonensis
Raoultibacetr timonensis es una bacteria grampositiva del género Raoultibacter. Fue descrita en el año 2022. Su etimología hace referencia a La Timone, el Hospital Universitario de Marsella. Es anaerobia y móvil. Tiene un tamaño de 0,35-0,44 μm de ancho por 1-2 μm de largo. Catalasa positiva y oxidasa negativa. Forma colonias transparentes en agar sangre tras 48 horas de incubación. Temperatura de crecimiento óptima de 37 °C. Tiene un genoma de 4 Mpb y un contenido de G+C de 59,9%. Se ha aislado de heces de una paciente sana en Marsella, Francia.